# Johann Gottfried Ohnefalsch Richter
Johann Gottfried Ohnefalsch Richter (niedersorbisch Jan Boguměr Rychtar, * 11. März 1703 in Cottbus; † 8. Januar 1765 in Rampitz) war ein sorbischer Pfarrer und Historiker.

## Leben
Johann Gottfried war ein Sohn des Schuhmachers in der Cottbuser Vorstadt Martin Richter und von Anna Dorothea, einer Tochter des Pfarrers Martin Fabricius und Schwester von Christoph Gabriel Fabricius. Er besuchte das Gymnasium in Budissin und studierte ab 1724 Evangelische Theologie in Halle.
Ab 1726 war er Vikar in Jänschwalde und einigen anderen wendischen (sorbischen) Gemeinden. In dieser Zeit trug er historisches Material zur Stadt Cottbus zusammen und veröffentlichte dieses 1730 als „Sammlung einiger Nachrichten von der ... Stadt Cottbus in Niederlausitz und denen herumliegenden Orten“. Nachdem es ihm nicht gelungen ist, eine Pfarrstelle in Cottbus zu bekommen, trat er dem Johanniterorden bei und wurde 1734 Pfarrer in Rampitz, wo er 1765 starb. Auch in dieser ehemals sorbischen Pfarrgemeinde hinter der Oder setzte er seine Forschungen fort, von denen jedoch nur ein kleinerer Teil veröffentlicht werden konnte.
Er war mit Friederike Theodora Böttner verheiratet.

## Schriften (Auswahl)
- Sammlung einiger Nachrichten von Kottbus …, 1730
- Ichthyotheologie, oder Vernunft und schriftmäßiger Versuch, die Menschen aus Betrachtung der Fische zur Verwunderung, Ehrfurcht und Liebe ihres großen und weisen Schöpfers zu führen. 1754